# فرشاد فرجی
فرشاد فرجی (زادهٔ ۱۸ فروردین ۱۳۷۳؛ قائم‌شهر) بازیکن فوتبال اهل ایران است که در پست مدافع میانی و مدافع راست برای باشگاه فوتبال تراکتور بازی می‌کند.

## دوران باشگاهی

### پرسپولیس
در ۲۵ اسفند ۱۳۹۹، فرشاد فرجی با قراردادی ۲٫۵ ساله به تیم پرسپولیس پیوست.

## آمار باشگاهی
تا تاریخ ۱۸ اردیبهشت ۱۴۰۴
| باشگاه             | دسته               | فصل                | لیگ برتر | لیگ برتر | جام حذفی | جام حذفی | آسیا | آسیا | سوپر جام | سوپر جام | مجموع | مجموع |
| باشگاه             | دسته               | فصل                | بازی     | گل       | بازی     | گل       | بازی | گل   | بازی     | گل       | بازی  | گل    |
| ------------------ | ------------------ | ------------------ | -------- | -------- | -------- | -------- | ---- | ---- | -------- | -------- | ----- | ----- |
| راه‌آهن             | لیگ برتر           | ۹۴–۱۳۹۳            | ۱        | ۰        | ۰        | ۰        | –    | –    | –        | –        | ۱     | ۰     |
| راه‌آهن             | لیگ برتر           | ۹۵–۱۳۹۴            | ۲۵       | ۲        | ۲        | ۰        | –    | –    | –        | –        | ۲۷    | ۲     |
| مجموع راه‌آهن       | مجموع راه‌آهن       | مجموع راه‌آهن       | ۲۶       | ۲        | ۲        | ۰        | –    | –    | –        | –        | ۲۸    | ۲     |
| صنعت نفت           | لیگ برتر           | ۹۶–۱۳۹۵            | ۱۳       | ۰        | ۱        | ۰        | –    | –    | –        | –        | ۱۴    | ۰     |
| مجموع صنعت نفت     | مجموع صنعت نفت     | مجموع صنعت نفت     | ۱۳       | ۰        | ۱        | ۰        | –    | –    | –        | –        | ۱۴    | ۰     |
| سایپا              | لیگ برتر           | ۹۶–۱۳۹۵            | ۱۱       | ۰        | ۰        | ۰        | –    | –    | –        | –        | ۱۱    | ۰     |
| مجموع سایپا        | مجموع سایپا        | مجموع سایپا        | ۱۱       | ۰        | ۰        | ۰        | –    | –    | –        | –        | ۱۱    | ۰     |
| خونه به خونه       | لیگ آزادگان        | ۹۷–۱۳۹۶            | ۲۷       | ۱        | ۵        | ۰        | –    | –    | –        | –        | ۳۲    | ۱     |
| مجموع خونه به خونه | مجموع خونه به خونه | مجموع خونه به خونه | ۲۷       | ۱        | ۵        | ۰        | –    | –    | –        | –        | ۳۲    | ۱     |
| نساجی              | لیگ برتر           | ۹۸–۱۳۹۷            | ۲۶       | ۱        | ۲        | ۰        | –    | –    | –        | –        | ۲۸    | ۱     |
| مجموع نساجی        | مجموع نساجی        | مجموع نساجی        | ۲۶       | ۱        | ۲        | ۰        | –    | –    | –        | –        | ۲۸    | ۱     |
| شهر خودرو          | لیگ برتر           | ۹۹–۱۳۹۸            | ۲۷       | ۲        | ۳        | ۰        | ۴    | ۰    | –        | –        | ۳۴    | ۲     |
| شهر خودرو          | لیگ برتر           | ۱۴۰۰–۱۳۹۹          | ۱۵       | ۰        | ۱        | ۰        | ۴    | ۰    | –        | –        | ۲۰    | ۰     |
| مجموع شهرخودرو     | مجموع شهرخودرو     | مجموع شهرخودرو     | ۴۲       | ۲        | ۴        | ۰        | ۸    | ۰    | –        | –        | ۵۴    | ۲     |
| پرسپولیس           | لیگ برتر           | ۱۴۰۰–۱۳۹۹          | ۸        | ۰        | ۲        | ۰        | ۱    | ۰    | ۰        | ۰        | ۱۱    | ۰     |
| پرسپولیس           | لیگ برتر           | ۰۱–۱۴۰۰            | ۲۳       | ۱        | ۳        | ۰        | ۲    | ۰    | ۱        | ۰        | ۲۹    | ۱     |
| پرسپولیس           | لیگ برتر           | ۰۲–۱۴۰۱            | ۱۸       | ۰        | ۳        | ۰        | –    | –    | –        | –        | ۲۱    | ۰     |
| پرسپولیس           | لیگ برتر           | ۰۳–۱۴۰۲            | ۱۶       | ۰        | ۲        | ۰        | ۰    | ۰    | –        | –        | ۱۸    | ۰     |
| پرسپولیس           | لیگ برتر           | ۰۴–۱۴۰۳            | ۲۲       | ۱        | ۲        | ۰        | ۵    | ۲    | ۱        | ۰        | ۳۰    | ۳     |
| مجموع پرسپولیس     | مجموع پرسپولیس     | مجموع پرسپولیس     | ۸۷       | ۲        | ۱۲       | ۰        | ۸    | ۲    | ۲        | ۰        | ۱۰۹   | ۴     |
| مجموع آمار         | مجموع آمار         | مجموع آمار         | ۲۳۲      | ۸        | ۲۶       | ۰        | ۱۶   | ۲    | ۲        | ۰        | ۲۷۶   | ۱۰    |

## دوران ملی
فرشاد فرجی پس از درخشش در پرسپولیس و برای اولین بار توسط دراگان اسکوچیچ برای دو بازی مقابل عراق و امارات به تیم ملی دعوت شد.

## افتخارات

### باشگاهی

#### پرسپولیس
- لیگ برتر خلیج فارس
  - قهرمان (۳): ۱۴۰۰–۱۳۹۹، ۰۲–۱۴۰۱، ۰۳–۱۴۰۲
  - نائب قهرمان (۱): ۰۱–۱۴۰۰
- جام حذفی فوتبال ایران
  - قهرمان (۱): ۰۲–۱۴۰۱
- سوپر جام ایران
  - قهرمان (۲): ۱۳۹۹، ۱۴۰۲
  - نائب قهرمان (۱): ۱۴۰۰